# Operación Ícaro
La Operación Ícaro (en alemán: Unternehmen Ikarus o Fall Ikarus) fue un plan alemán de la Segunda Guerra Mundial para invadir Islandia, que había sido ocupada por las fuerzas británicas durante la Operación Fork en 1940. El plan nunca se llevó a cabo.
El propósito del movimiento británico era evitar una invasión alemana de la isla. El plan alemán no se llevó a cabo debido al retraso de la Operación León Marino (Unternehmen Seelöwe) y, aunque se consideró posible una invasión de Islandia, la defensa y el reabastecimiento no lo fueron.